# 藤岡康宏
藤岡 康宏（ふじおか やすひろ、1939年1月11日 - ）は、日本の法学者。専門は民法。北海道大学名誉教授、早稲田大学名誉教授。学位は、法学博士（北海道大学・論文博士・1975年）（学位論文『自動車交通事故による損害の補償―交通災害保険化構想への総論的展望（1）～（2完）』）。広島県出身。

## 経歴
- 1939年1月11日 広島県生まれ
- 1957年3月 広島県立府中高等学校卒業
- 1959年4月 北海道大学教養部文類入学
- 1960年7月 父の死去に伴い会社を承継
- この間、北海道大学を中退し、のち復学
- 1964年4月 北海道大学教養部文類再入学
- 1967年3月 北海道大学法学部卒業
- 1967年4月 北海道大学大学院法学研究科修士課程（民事法専攻）入学
- 1969年3月 北海道大学大学院法学研究科修士課程（民事法専攻）修了
- 1969年4月 北海道大学法学部助手
- 1973年8月 北海道大学法学部助教授
- 1978年11月 北海道大学法学部教授
- 1992年12月 北海道大学評議員（1994年8月まで）
- 1994年9月 早稲田大学法学部教授
- 1995年4月 北海道大学法学部名誉教授
- 2004年4月 早稲田大学大学院法務研究科教授
- 2005年4月 早稲田大学法学学術院教授（機構改革に伴う）
- 2006年9月 早稲田大学法学会会長（2008年8月まで）
- 2009年3月 早稲田大学名誉教授
- 2018年11月 瑞宝中綬章受章[2]

## 在外研究
1979年3月から1981年3月にいたる2年間
- マックス・プランク比較私法研究所(ハンブルク)
- カリフォルニア大学バークレー校

## 研究領域
- 主な研究テーマは、「損害賠償法の基礎理論の開拓」、「人格権侵害の救済に関する総合的研究」、「契約と不法行為の交錯、「企業活動における法的責任の諸相」など。民事法学の中でも、権利論や損害賠償法の構造論、民法と憲法の協働についての模索を対象とする。
- 初期の頃は主として、不法行為による損害の補償を保険制度で代替させようとする不法行為法の制度的構造的研究、その後は名誉権を中心とした人格権の研究に従事した。とりわけ、不法行為法の研究成果は、博士論文をも収録した790頁にも及ぶ大著『損害賠償法の構造』（成文堂、2002年）にまとめられている。また、藤岡不法行為理論ともいいうるその体系的全貌は、共著である『有斐閣Sシリーズ 民法IV 債権各論』（有斐閣、1991年初版・2009年第3版補訂）の執筆部分である「不法行為法」に示されている。

## 主著
- （磯村保・浦川道太郎ほかと共著）『民法IV 債権各論』（有斐閣、1991年初版・2009年第3版補訂）
- （山田卓生・淡路剛久ほかと共編）『基本判例民法』（有斐閣、2001年）
- 『損害賠償法の構造』（成文堂、2002年）
- 『新・現代損害賠償法講座2（権利侵害と被侵害利益）』（日本評論社、1998年）
- 『民法総則（現代民法講義1）』（法律文化社）

などがある

## 所属学会
- 日本私法学会
- 比較法学会
- 日独法学会